# Максаково (Вологодская область)
Максаково — деревня в Череповецком районе Вологодской области.
Входит в состав Мяксинского сельского поселения, с точки зрения административно-территориального деления — в Мяксинский сельсовет.
Расстояние по автодороге до районного центра Череповца — 23 км, до центра муниципального образования Мяксы — 7 км. Ближайшие населённые пункты — Демидово, Кустец, Большая Новинка.
По переписи 2002 года население — 27 человек (16 мужчин, 11 женщин). Всё население — русские.